# Criollo (cacao)
Pour les articles homonymes, voir Criollo (homonymie).

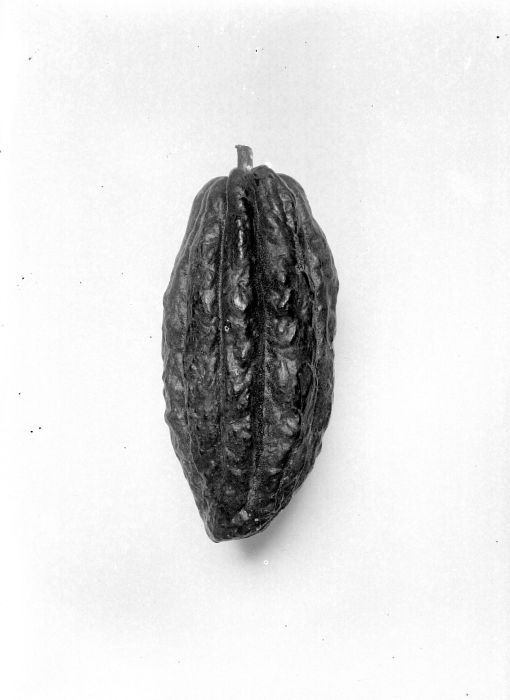
Cabosse de cacaoyer criollo.

Le criollo (terme d'ancien espagnol « criollo » signifiant créole) est la plus rare et la plus recherchée de toutes les variétés de cacao. 

## Description
Il se distingue par des cabosses à la forme longiligne, pointue et ridée, comportant une dizaine de sillons profonds et nets. Ses graines à la saveur douce sont de couleur blanche à violette et sa cabosse, selon la maturité, est de couleur jaune tirant sur le vert, ou rouge clair.

## Histoire
Le criollo était le cacao des Mayas.
Depuis le XVe siècle, il a une réputation de « haute qualité ». Il est originaire de l'Amérique centrale. Des documents qui datent de 1634 montrent que les premières cargaisons de cacao du Venezuela qui ont été envoyées en Espagne étaient des criollos, avec l'inconvénient de la fragilité de ce cacao. Depuis lors, le Venezuela a été établi comme un des producteurs du meilleur cacao de « haute qualité » dans le monde. Le cacao criollo est aussi cultivé en Équateur, au Sri Lanka et en Indonésie.

## Culture
Son arbre, fragile et de bas rendement, demande un soin extrême, dont dépend la qualité du futur chocolat. Ce cacao exceptionnel peut être trouvé seulement par petites quantités (1 à 5 % de la production de cacao mondiale), dans les régions originales du cacao, surtout le Venezuela. Il produit des gousses avec une peau particulièrement mince.
Le cacao lui-même a une couleur pâle et un arôme raffiné mais ne donne que de petites récoltes et des gousses très fragiles.
Les deux autres principaux types de cacao sont le forastero qui représente environ 80 % de la production mondiale et le trinitario, croisement de criollo et de forastero, qui représente 10 à 20 % de la production mondiale.

## Sous-variétés
Le porcelana, aux cabosses très claires et aux arômes fruités, est la sous-variété de criollo la plus recherchée au monde,. Elle est cultivée notamment à Madagascar[réf. nécessaire], au Venezuela et au Pérou.
Le chuao est le nom de la sous-variété de criollo au goût très fruité, produite uniquement autour du village de Chuao au Venezuela.